# 프로젝트 관리 지식 체계
프로젝트 관리 지식 체계(Project Management Body of Knowledge)는 프로젝트 관리를위한 일련의 표준 용어 및 지침 (지식 기관)이다. 지식의 프레임웍크는 시간이 지남에 따라 발전하고 2017년에 제 6 판이 발표 된 책인 PMBOK 또는 안내서 안내서 인 프로젝트 관리 지식 체계 (PMBOK) 지침서에 제시되어 있다. 이 안내서는 감독 된 작업으로 인한 문서 이다 CAPM 및 PMP 인증을 제공하는 Project Management Institute (PMI)에 의해 제공된다.

## 개요
프로젝트 관리 지식 체계(PMBOK) 가이드의 대부분은 프로젝트 관리에 고유. 중요 경로 방법 및 작업 분류 체계 (WBS). PMBOK 가이드는 조직의 운영 계획, 조직, 직원 배치, 실행 및 통제를 포함한 일반 관리와 중복된다. PMBOK 가이드와 중복되는 다른 경영 분야에는 재무 예측, 조직 행동, 경영 과학, 예산 책정 및 기타 계획 방법이 포함된다.

## 역사
이전 버전의 PMBOK 가이드는 미국 표준 (ANSI / PMI 99-001-2008) 및 전기 전자 기술자 협회 (IEEE 1490-2011)에서 표준을 지정하는 ANSI (American National Standards Institute)를 기준하였다.
PMBOK 안내서의 추가적인 내용이 보완된 진화는 안내서의 개정판에 반영되어 있다. 이 안내서는 1996년 PMI (Project Management Institute)에서 처음 출판되었다. 이 문서는 1983년에 출판된 백서에서 시작된 초기 작업을 토대로 한 것이었다. "윤리, 표준 및 인정위원회 최종 보고서"라고 불리기도 한다. 두 번째 판은 2000년에 출판되었다. 2004년 PMBOK 가이드 - 제 3 판은 이전 판의 주요 변경 사항과 함께 출판되었으며. 제 4 판은 2008년에 출판되었다. PMBOK 안내서 - 제 5 판의 최신 영어판이 2013년에 발표되었다. 프로젝트 관리 지식 체계 의 "여섯 번째 판"은 2017년 9월에 발표되었다.

## 같이 보기
- 프로젝트 관리 전문가
- 프로젝트 관리 조직